# Albert Strickler
Albert Strickler (* 25. Juli 1887 in Wädenswil; † 1. Februar 1963 in Küsnacht) war ein Schweizer Maschinenbau- und Wasserbauingenieur, der durch seine Beiträge zur Fluiddynamik bekannt wurde. Er war Mitautor der Fliessformel nach Gauckler-Manning-Strickler.

## Leben
Strickler studierte an der ETH Zürich Maschinenbau und Elektrotechnik. Er war Praktikant bei der Escher Wyss AG, und als Assistent am Lehrstuhl von Franz Prášil befasste er sich mit den Schwingungen im Wasserschloss. 1916 wurde er über Probleme des Maschinenbaus promoviert und hielt dann als Privatdozent an der ETH Zürich Vorlesungen über wirtschaftliche Probleme des Maschinenbaus.
1918 wurde Strickler zum Sektionschef des Eidgenössischen Amtes für Wasserwirtschaft gewählt. In dieser Zeit entwickelte er die nach ihm benannte Geschwindigkeitsformel. 1928 erfolgte dann die Berufung Stricklers zum Direktor der Schweizerischen Kraftübertragung AG Bern. Er leitete diese Gesellschaft bis zu ihrer Auflösung 1939. In der Folgezeit war Strickler vor allem als Gutachter tätig und behandelte dabei vorzugsweise die Nutzungsmöglichkeit der Wasserkräfte in der Schweiz.

## Geschwindigkeitsformel
Die Geschwindigkeitsformel von Strickler mit der 2/3-Potenz des hydraulischen Radius wurde bereits 1868 von Philippe Gaspard Gauckler und 1891 von Robert Manning veröffentlicht. Strickler propagierte sie jedoch als allgemeingültige Gleichung für gleichförmige Strömungen in Gerinnen jeglicher Art.
Wegen ihrer Einfachheit wird die Formel in der Praxis für offene Gerinne häufig angewendet. Die 2/3-Potenzformel ist für hydraulisch raue Gerinne zutreffend. Der dimensionsbehaftete Beiwert wird im deutschen Sprachraum auch nach ihm benannt.

## Empirische Formel für geschiebeführende Flüsse
Auch brachte Strickler seinen Koeffizienten mit der Sandrauhigkeit des Gerinnebettes in Beziehung und schuf für geschiebeführende Flüsse eine empirische Formel, die allerdings weniger bekannt wurde.